# Dragoș Nedelcu
Dragoș Ionuț Nedelcu (ur. 16 lutego 1997 w Konstancy) – rumuński piłkarz grający na pozycji defensywnego pomocnika. Od 2022 jest zawodnikiem klubu Farul Constanța.

## Kariera piłkarska
Swoją karierę piłkarską Nedelcu rozpoczął w klubie Viitorul Konstanca. W 2014 roku stał się członkiem pierwszego zespołu. 28 lipca 2014 zadebiutował w jego barwach w pierwszej lidze rumuńskiej w zremisowanym 0:0 wyjazdowym meczu z CSMS Jassy. 17 sierpnia 2015 strzelił swojego pierwszego gola w lidze w wygranym 3:1 domowym spotkaniu z Concordią Chiajna. W sezonie 2016/2017 wywalczył z Viitorulem pierwszy w historii klubu tytuł mistrza Rumunii.
Latem 2017 Nedelcu odszedł do Steauy Bukareszt. Swój debiut w niej zaliczył 12 sierpnia 2017 w zremisowanym 1:1 domowym meczu z Astrą Giurgiu.
| Sezon   | Klub               | Kraj    | Rozgrywki | Mecze | Gole |
| ------- | ------------------ | ------- | --------- | ----- | ---- |
| 2014/15 | Viitorul Konstanca | Rumunia | Liga I    | 15    | 0    |
| 2015/16 | Viitorul Konstanca | Rumunia | Liga I    | 22    | 1    |
| 2016/17 | Viitorul Konstanca | Rumunia | Liga I    | 28    | 1    |
| 2017/18 | Viitorul Konstanca | Rumunia | Liga I    | 4     | 0    |
| 2017/18 | Steaua Bukareszt   | Rumunia | Liga I    |       |      |

## Kariera reprezentacyjna
Nedelcu w swojej karierze grał w młodzieżowych reprezentacjach Rumunii na różnych szczeblach wiekowych. W reprezentacji Rumunii zadebiutował 15 listopada 2016 roku w przegranym 0:1 towarzyskim meczu z Rosją, rozegranym w Groznym. W 90. minucie tego meczu zmienił Bogdana Stancu.